# Davide Torchia
Davide Torchia (Roma, 31 dicembre 1959) è un ex calciatore italiano, di ruolo portiere.

## Carriera
Ha giocato in Serie A e Serie B con il Lecce e in C con Cerretese, Nocerina, Benevento, Siracusa, SPAL e Gualdo. Terminata la carriera agonistica è rimasto nel mondo del calcio come procuratore.

## Palmarès

### Club

#### Competizioni nazionali
- Serie C1: 1

SPAL: 1991-1992
- Coppa Italia Semiprofessionisti: 1

Arezzo: 1980-1981